# Orlando Bates
Orlando Bates (nascido em 11 de janeiro de 1950) é um ex-ciclista olímpico barbadense. Representou sua nação em dois eventos nos Jogos Olímpicos de Verão de 1972.